# Chliaria dendrobia
Chliaria dendrobia är en fjärilsart som beskrevs av Walter Karl Johann Roepke 1919. Chliaria dendrobia ingår i släktet Chliaria och familjen juvelvingar. Inga underarter finns listade i Catalogue of Life.